# Fajã do Cavalete
Esta fajã pertence à freguesia da Ribeira Seca, Concelho da Calheta, e fica situada na costa Sul da ilha de São Jorge, entre a Fajã das Barreiras e a Fajã dos Bodes.
O acesso é feito pela Fajã dos Vimes, passando pela Fonte do Nicolau e fajã dos Bodes. É ainda possível descer pelos Lourais, por uma vereda.
Deve o seu estranho nome ao facto de, quando iam ali buscar vinho em barcos, colocarem os barris em meda ou a cavalete.
Em tempos idos duas famílias, viviam todo o ano nesta fajã. Para além das casas de moradia, possuíam, um moinho de água. Devido às dificuldades, já antes do terramoto de 1980 tinham saído da fajã.
A vinha, o milho, a abóbora, a batata, a cebola, a couve e o inhame foram as principais culturas sendo que algumas ainda produzem com alguma abundância.
Também há o araçazeiro, a bananeira, a figueira, a groselheira, a nespereira e o pessegueiro.
A Ribeira desta fajã corria com abundância no Inverno, nunca secando mesmo no Verão.
Existia ainda uma fonte de onde encanavam água para as casas e um poço de baixa-mar que está entulhado.
Aqui pescava-se de pedra, ao sargo e à veja. Os barcos utilizavam o porto do calhau da fajã dos Bodes para irem apanhar chicharro e peixe de fundo. Havia também muita lapa.